# Grup Tekkan
Grup Tekkan war eine deutsche Pop-Rap-Gruppe aus Germersheim. Sie bestand aus den türkischstämmigen Jugendlichen İsmail, Selcuk und Fatih Hira. Sie wurde im März 2006 durch ihren eigenständig produzierten Videoclip Wo bist du, mein Sonnenlicht? in der deutschsprachigen Internetcommunity bekannt. Größere Bekanntheit erlangte die Band durch den amateurhaften Gesang der Mitglieder, welcher sie zum Gegenstand verschiedener Comedy-Sendungen (beispielsweise TV total) und Nachrichtensender machte.

## Bandgeschichte
Die Band wurde im Spätsommer 2005 gegründet. Ihren ersten Song Wo bist du, mein Sonnenlicht? nahmen die drei in ihrem Jugendclub auf, als dort die Rapformation Sons of Gastarbeita (S.O.G.) aus Witten im Rahmen ihres Rapschool-Projektes anwesend waren. Der Name bedeutet sinngemäß so viel wie „Gruppe einzigen Blutes“ im Türkischen, wurde allerdings spontan aus Namensbestandteilen zweier Mitglieder gebildet. Das dritte Mitglied wurde mittels Featuring einbezogen, so dass der Name vollständig „Grup Tekkan feat. Fatih Hira“ lautet.
Die Urheberschaft des Musikstücks liegt nur teilweise bei den drei Jugendlichen. Die S.O.G. stellten bei ihren Jugendprojekten Teilnehmern eine Reihe vorproduzierter Instrumentalstücke zur freien Verfügung, aus denen diese dann ihre eigenen Lieder erstellen konnten. Grup Tekkan hatten ein von ihnen mitgebrachtes Musikstück verwendet, was im Rahmen des Projektes akzeptiert wurde, da eine Veröffentlichung nie vorgesehen war. Sie überarbeiteten das Musikstück und nahmen es als Grundlage für ihren eigenen Song. Wie sich später herausstellte, ist der aus Winnipeg in Kanada stammende Michael Manu der eigentliche Urheber des ursprünglich mit Tell me wut u want betitelten Instrumentalstücks.
Der Text stammt nur teilweise von den drei Jugendlichen. So findet sich die Passage „mit Sternenstaub glasiert“ wörtlich im Stück Nur für dich, das die S.O.G. für das in Witten aufgeführte Musical „Unter Strom“ komponierten. Außerdem wurde gemutmaßt, dass die Samples aus dem Programm Magix Music Maker stammen. Die Instrumentalstücke von Michael Manu wurden mit Sony Acid 5 komponiert, die S.O.G. benutzten den Software-Synthie und -Arranger Reason von Propellerhead. Nur der Gesang und einige Textzeilen stammen von Grup Tekkan. Dies steht im Gegensatz zur Eigendarstellung der Band, die angab, sie habe die Songs (mit der Einschränkung: unter Mithilfe) in einem Kernkraftwerk komponiert.
Die Gruppe hat entgegen ursprünglicher Ankündigungen auf der vom Label Superstar Recordings bereitgestellten Band-Website keine weitere Single veröffentlicht. Eine solche (Ohne Dich – laut deren Produktionsteam ebenfalls im Stil des ersten Liedes Sonnenlicht) wurde im Mai 2006 produziert, befindet sich aber seither unter Verschluss, da es laut dem Trio zu Uneinigkeiten mit dem Plattenlabel kam. Inzwischen sind die damals abgeschlossenen Künstlerverträge ausgelaufen, und die Gruppe als solche hat sich aufgelöst.
Für das Jahr 2018 war ein Comeback der Band geplant. Dieses sollte mit der Singleveröffentlichung des Liedes Ohne Dich, die auf den 3. August 2018 datiert wurde, erfolgen. Das Release wurde jedoch annulliert und der Song kam nicht in den Handel.

## Medieneffekt
Nachdem Anfang März 2006 mehrere Blogger, anfangs hauptsächlich Spreeblick, über das Video berichteten und andere Links zum Video per E-Mail versandten, wurde die Band innerhalb von weniger als zwei Wochen ausschließlich durch diese Form des viralen Marketings bundesweit bekannt. Das Management der Gruppe stellte das Musiklabel Fortitudo Music & Services aus Bremerhaven, dessen Inhaber Charly „Forti“ Müller (bis 2013: Romanowski) bereits durch die Geschäftsführung des Internetradiosenders RauteMusik bekannt wurde. Die Online-Version der Boulevardzeitschrift Bunte und der Radiosender 1 Live berichteten daraufhin ausgiebig über die Band und erhöhten dadurch ihren Bekanntheitsgrad. Am 16. März 2006 hatten sie ihren ersten Fernsehauftritt bei TV total, bei dem sie auch ihr Lied erstmals live vortrugen.
Durch das Medieninteresse wurden inzwischen auch mehrere Plattenfirmen auf die Band aufmerksam. Müller trat als Wortführer bei den Verhandlungen mit Universal Music, einem Warner-Vertreter und Superstar Recordings auf, um für einen am Ende nahezu wohlwollenden Plattenvertrag zu sorgen. Mit Erfolg: So erschien am 24. März 2006 die erste Maxi-CD (Wo bist du, mein Sonnenlicht? mit der Internet-, der Studio-, der TV Total live- und der Karaoke-Version des Liedes) von Grup Tekkan, herausgebracht von Popstar Recordings, einem Sub-Label von Superstar Recordings. Laut Angabe des Labels waren am 23. März bereits 45.000 Exemplare vorbestellt. Die Rechte hierzu mussten wegen der Beteiligung von Michael Manu und S.O.G. mit diesen abgeklärt werden, was aber im Falle Manu erst wenige Tage vor Veröffentlichung geschah. Die Rechte mit den S.O.G. waren aber scheinbar selbst bis nach dem Release nicht geklärt. Die S.O.G. waren vom Erfolg überrascht und fühlten sich übergangen. Auch hier konnte Müller auf persönlicher Ebene kurzfristig für eine Klärung sorgen: Da niemand (außer den Anwälten) eine gerichtliche Auseinandersetzung riskieren wollte, fand man nach mehreren Treffen in einer anschließenden Telefonkonferenz mit neun Beteiligten eine für alle Parteien einvernehmliche Lösung. Der rechtliche Status der von der Firma Jamba vor dem Maxi-Release vertriebenen Handyklingeltöne war zumindest bis dahin fraglich. Nach eigenen Angaben haben die drei Sänger ihre Ausbildungsverhältnisse abgebrochen beziehungsweise Arbeitsverhältnisse gekündigt, um sich ihrer musikalischen Karriere widmen zu können.
Kritiker der Musikindustrie werten den Erfolg der Gruppe als Beleg dafür, dass frei verfügbare Musiktitel nicht zwangsläufig zu Umsatzeinbußen führen, sondern auch einen positiven Werbeffekt erzielen können. Die kurze Zeitspanne, in welcher Grup Tekkan und ihr Lied bekannt wurden, ist außerdem ein Beispiel dafür, wie sich die Wahrnehmungen von Öffentlichkeit und Ruhm durch die neuen dezentralisierten Kommunikationsmöglichkeiten des Internets nachhaltig und grundlegend geändert haben. Damit stellt die Band ein Medienphänomen dar, welches oft mit dem Spruch des Popkünstlers Andy Warhol als Prophezeiung erklärt wird, nämlich dass „in der Zukunft jeder einmal für 15 Minuten berühmt sein wird“.
Grup Tekkan wurden am 27. Dezember 2006 in der ProSieben-Sendung „Die 100 nervigsten Deutschen 2006“ vom Publikum auf Platz 5 gewählt.

## „Wo bist du, mein Sonnenlicht?“
Der unerwartete und kurzfristig eingetretene mediale Erfolg der Band liegt mit hoher Wahrscheinlichkeit in der geringen Qualität des Gesangs der Bandmitglieder begründet, der in seiner simplen Struktur Ohrwurmcharakter aufweist, weshalb man von Camp-artigen Reaktionen auf die Band sprechen könnte. So treffen die Sänger kaum einen Ton und die Sprechgesangseinlagen sind eher arhythmisch, verstärkt durch den unstetigen Synthesizerklang im Hintergrund. Bemerkenswert ist auch ihre Aussprache und Nutzung von Kiezdeutsch, wie der Koronalisierung des „Ich-Lautes“. Zum Beispiel wird „ich“ und „dich“ wie „isch“ und „disch“ ausgesprochen; „Isch vermisse deinem Aten“, wie in Blog-Kommentaren oft höhnisch festgestellt wird, sowie klischeehafte Textpassagen wie „Dein Respekt ist für mich so groß, unersetzlich“. An Silvester 2006 traten Stefan Raab, Michael „Bully“ Herbig und Christoph Maria Herbst als Grup Stefan auf und sangen eine parodistische Coverversion des Liedes Sonnenlicht.